# Søkort
Et søkort er et kort over et havområde og evt. tilstødende kystområder. Søkortet viser vanddybder, samt udvalgte højder på land, detaljer af kystlinjen, navigationsfarer, placering og type af sømærker, lokale oplysninger om Jordens magnetfelt, samt menneskeskabte strukturer såsom havne, bygninger og broer. Søkortet kan også vise oplysninger om tidevand og strømforhold.
Et søkort er et vigtigt redskab for marin navigation. De findes i dag både som traditionelle, trykte kort og i elektronisk/digital version. Hvor de sidstnævnte kan kobles sammen med GPS informationer, AIS og ruteplanlægningsværktøjer.